# Deglet Nour

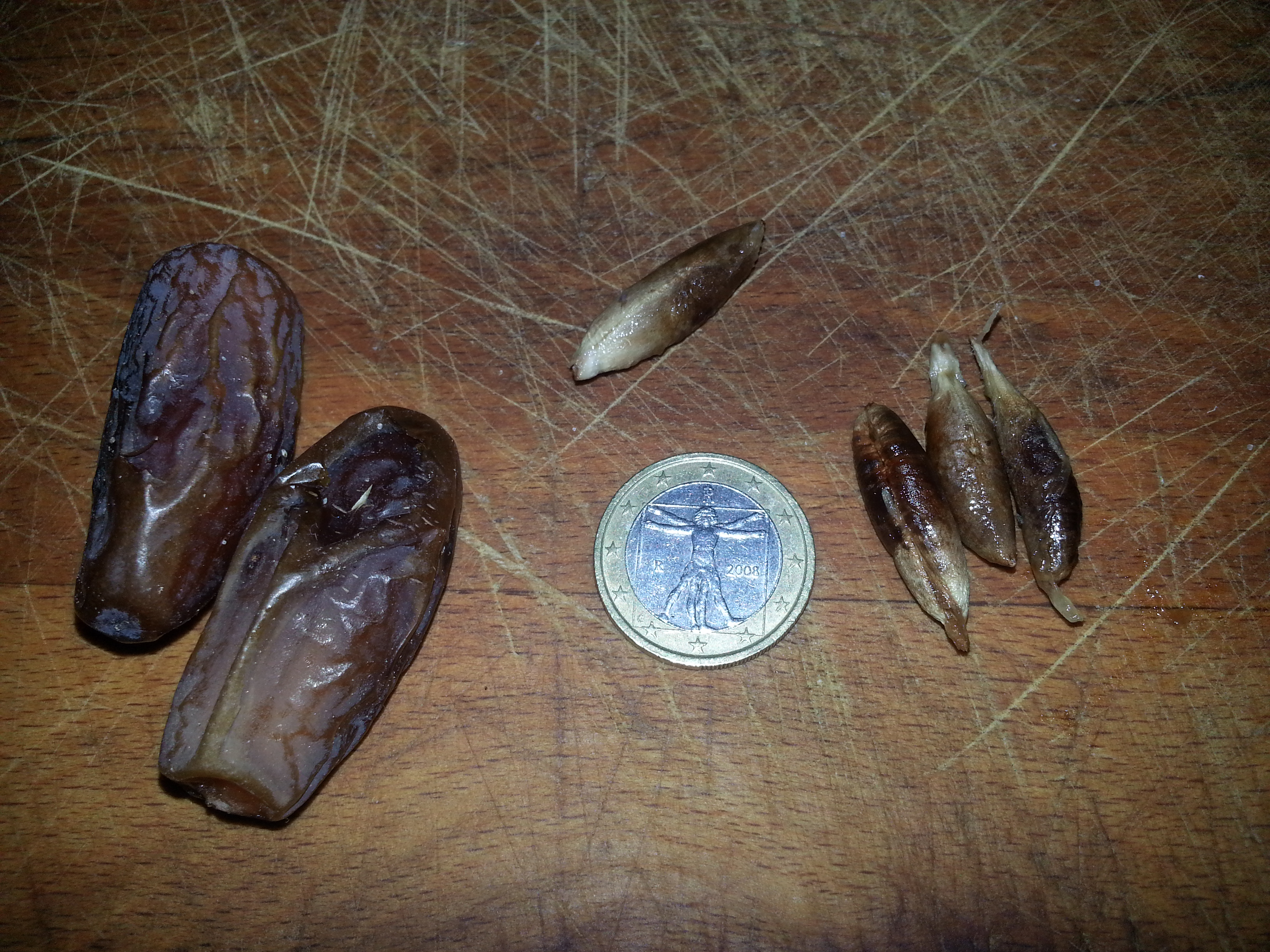
Dàtil Deglet nour

Deglet Nour o Deglet Nur o Deglet Noor (àrab: دقلة نور, Daqlat Nūr, ‘dàtil de llum’) és un tipus de dàtil originari de la província de Biskra que es produeix a les palmeres d'Algèria i Tunísia. Aquest segon país n'és el primer exportador mundial. Aquesta varietat de dàtil és molt apreciada, ja que no té humitat i té poc sucre, cosa que li dona unes condicions de sabor i textura òptimes. Són molt utilitzats en els aperitius, sobretot al Regne Unit per Nadal.